# Kylian Mbappé
Kylian Mbappé Lottin (wym. [kiljan (ɛ)mbape lɔtɛ̃]; ur. 20 grudnia 1998 w Paryżu) – francuski piłkarz występujący na pozycji napastnika w hiszpańskim klubie Real Madryt oraz w reprezentacji Francji, której jest kapitanem.
Uważany przez wielu za jednego z najlepszych piłkarzy swojego pokolenia na świecie. Karierę seniorską rozpoczął od występów dla AS Monaco, z którym w sezonie 2016/2017 zdobył mistrzostwo Francji. W 2017 został wypożyczony do Paris Saint-Germain, a rok później paryski klub wykupił go za 180 milionów euro. Pięciokrotnie wygrywał Ligue 1 i pięć razy kończył ligowe rozgrywki jako król strzelców. Jest najskuteczniejszym zawodnikiem w historii Paris Saint-Germain, a także najskuteczniejszym zawodnikiem tego klubu w rozgrywkach ligowych oraz w rozgrywkach UEFA. W sezonie 2019/2020 dotarł z drużyną do finału Ligi Mistrzów UEFA. W 2024 przeszedł do Realu Madryt.
W reprezentacji Francji występuje od 2017, od 2023 jest kapitanem drużyny narodowej. Został złotym medalistą Mistrzostw Świata 2018, nagrodzono go również nagrodą dla Najlepszego Młodego Zawodnika. Na Mistrzostwach Świata 2022 został finalistą turnieju, a z 8 golami został królem strzelców. Półfinalista Mistrzostw Europy 2024. Uczestnik Mistrzostw Europy 2020.
Laureat 3. miejsca w plebiscycie Złotej Piłki. Trzykrotnie był wybierany Piłkarzem Roku we Francji. W 2018 został laureatem nagrody Kopa Trophy, przyznawanej przez „France Football”. W latach 2018, 2021 i 2022 był uwzględniany w Drużynie Roku przez Międzynarodową Federację Historyków i Statystyków Futbolu. W 2019, wraz z drużyną narodową, został odznaczony Legią Honorową.

## Młodość i pochodzenie
Urodził się w Paryżu jako syn Wifreda Mbappé i Fayzy Lamari. Jego ojciec jest z pochodzenia Kameruńczykiem i jest agentem piłkarskim, a matka jest pochodzenia algierskiego, wywodzi się z berberyjskiego narodu Kabylów i była reprezentantką Francji w piłce ręcznej. Kylian ma młodszego brata, Ethana, który występuje w drużynach młodzieżowych Paris Saint-Germain. Ma również adoptowanego brata, Jirèsa Kembo Ekoko.
Wychował się w Bondy, gdzie uczęszczał do prywatnej katolickiej szkoły.

## Kariera klubowa

### Początki
Karierę piłkarską rozpoczął w AS Bondy, w którym prowadził treningi jego ojciec. Jego piłkarskimi idolami byli: Zinédine Zidane, Ronaldo, Neymar i Cristiano Ronaldo. W 2011 dostał się do akademii INF Clairefontaine, w której dzięki dobrym występom wzbudził zainteresowanie takich klubów jak: Real Madryt, Chelsea, Bayern Monachium, czy Manchester City. Ostatecznie zdecydował się przyjąć ofertę AS Monaco.

### AS Monaco

#### Sezon 2015/2016
W barwach AS Monaco zadebiutował 2 grudnia 2015, zmieniając Fábio Coentrão w 88. minucie zremisowanego 1:1 meczu z SM Caen. Stał się tym samym najmłodszym debiutantem w historii klubu, bijąc rekord ustanowiony przez Thierry’ego Henry’ego. 20 lutego 2016 zdobył swoją pierwszą bramkę dla klubu, pokonując bramkarza podczas wygranego 3:1 spotkania z Troyes AC. W ten sposób pobił kolejny rekord należący do tej pory do Henry’ego, stając się najmłodszym strzelcem gola w historii Monaco.

#### Sezon 2016/2017
14 grudnia 2016 zanotował pierwszego hat-tricka w seniorskiej karierze, trzykrotnie strzelając przeciwko Stade Rennais w wygranym 7:0 meczu Pucharu Ligi Francuskiej. 11 lutego 2017 zanotował pierwszego hat-tricka w Ligue 1 w meczu z Metz (5:0) i tym samym został najmłodszym piłkarzem, który tego dokonał od 2005, kiedy to hat-tricka skompletował Jérémy Ménez. 21 lutego w przegranym 5:3 meczu 1/8 finału Ligi Mistrzów z Manchesterem City strzelił swoją pierwszą bramkę w europejskich rozgrywkach. Trafiając w wieku 18 lat i dwóch miesięcy został, drugim po Karimie Benzemie, najmłodszym francuskim piłkarzem, który zdobył bramkę w rozgrywkach Ligi Mistrzów UEFA. 15 marca otworzył wynik w wygranym 3:1 meczu rewanżowym Ligi Mistrzów z Manchesterem, a wynik uzyskany w dwumeczu (6:6) dał Monaco awans do ćwierćfinału (Monaco awansowało ze względu na zasadę przewagi bramek zdobytych w meczach wyjazdowych). 12 kwietnia w meczu ćwierćfinału z Borussią Dortmund (3:2) strzelił dwa gole i wywalczył rzut karny.
Łącznie w sezonie 2016/2017 rozegrał 44 mecze, w których strzelił 26 goli i zanotował 14 asyst. Z klubem wywalczył mistrzostwo Francji.

### Paris Saint-Germain

#### Sezon 2017/2018
Ze względu na obawę przed przekroczeniem przez paryski zespół zasad finansowego fair play 31 sierpnia 2017 został wypożyczony z AS Monaco do Paris Saint-Germain do końca sezonu 2017/2018, z opcją wykupu za 180 milionów euro, co znaczyło, że zostanie drugim ówcześnie najdroższym transferem w historii futbolu, zaraz po jego klubowym partnerze – Neymarze. Poinformowano, że będzie występował z numerem „29” na koszulce meczowej.
W nowym klubie zadebiutował 8 września 2017 w meczu Ligue 1 z FC Metz (5:0), jednocześnie strzelając premierową bramkę. Cztery dni później w wygranym 5:0 meczu fazy grupowej Ligi Mistrzów UEFA z Celticem zanotował trafienie w swoim pierwszym meczu w barwach Paris Saint-Germain w rozgrywkach UEFA. 6 grudnia w meczu z Bayernem Monachium (1:3) strzelił swoją 10. bramkę w rozgrywkach Ligi Mistrzów UEFA i tym samym, w wieku 18 lat i 11 miesięcy, został najmłodszym zawodnikiem, który tego dokonał.
Łącznie w sezonie 2017/2018 zdobył 21 goli i zanotował 16 asyst, rozgrywając 44 mecze. Z klubem zdobył mistrzostwo Francji, Puchar Francji i Puchar Ligi Francuskiej.

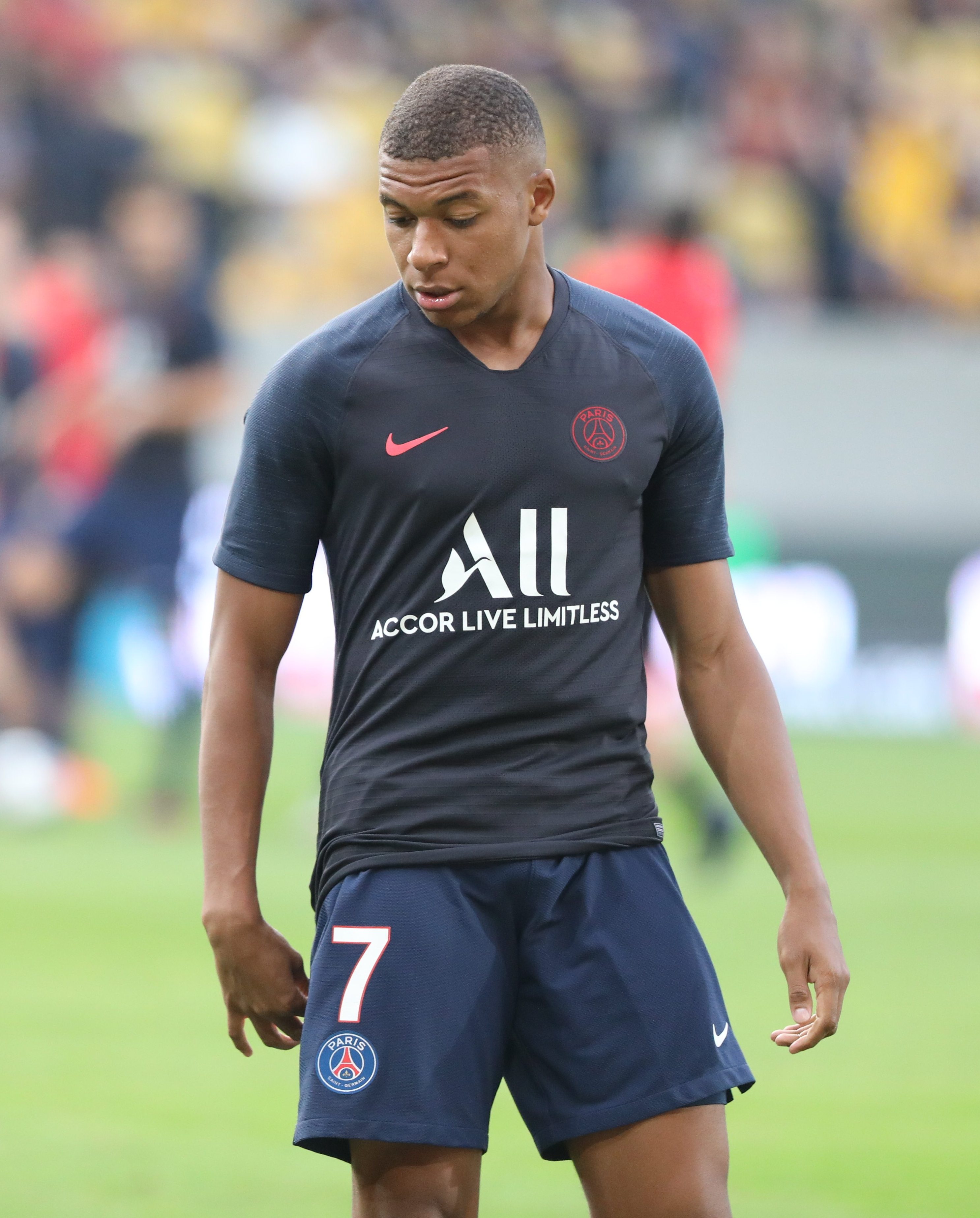
Mbappé przed meczem z Dynamem Drezno (2019)

#### Sezon 2018/2019
W lipcu 2018, Mbappé zmienił numer na swojej koszulce meczowej, z „29” na „7”.
W pierwszym meczu w sezonie 2018/2019, rozegranym 18 sierpnia przeciwko Guingamp, strzelił dwa gole. 1 września w meczu z Nîmes Olympique strzelił bramkę i zanotował asystę, jednak dostał także pierwszą czerwoną kartkę w karierze, za odepchnięcie Téji Savaniera. 7 października w wygranym 5:0 ligowym meczu z Olympique Lyon strzelił 4 gole, dokonując tego w przeciągu 13 minut.
19 stycznia 2019 w wygranym 9:0 meczu z Guingamp skompletował hat-tricka i zanotował asystę przy trafieniu Neymara. 12 lutego zanotował trafienie w pierwszym meczu 1/8 finałów Ligi Mistrzów z Manchesterem United (2:0). 2 marca, w wygranym 3:0 meczu 26. kolejki Ligue 1 przeciwko Nîmes Olympique, zanotował dwa trafienia, bijąc 62-letni rekord Rachida Mekloufiego, który 50. bramkę strzelił w 1957, mając 20 lat, 4 miesiące i 25 dni; Mbappé taki sam dorobek bramkowy osiągnął w wieku 20 lat, 2 miesięcy i 3 dni. W meczu rewanżowym Les Parisiens przegrali na swoim stadionie 3:1 i odpadli z rozgrywek, z powodu zasady przewagi bramek strzelonych w meczach wyjazdowych. 21 kwietnia skompletował hat-tricka przeciwko swojej byłej drużynie AS Monaco (3:1).
Sezon zakończył z dorobkiem 39 goli i 17 asyst uzyskanych w 43 spotkaniach, zdobywając mistrzostwo Francji. Zdobywając 33 bramki w lidze, został po raz pierwszy królem strzelców Ligue 1, a w rywalizacji od nagrodę Europejskiego Złotego Buta przegrał z Lionelem Messim, który strzelił 36 bramek. 20 maja został wybrany piłkarzem sezonu Ligue 1.

#### Sezon 2019/2020

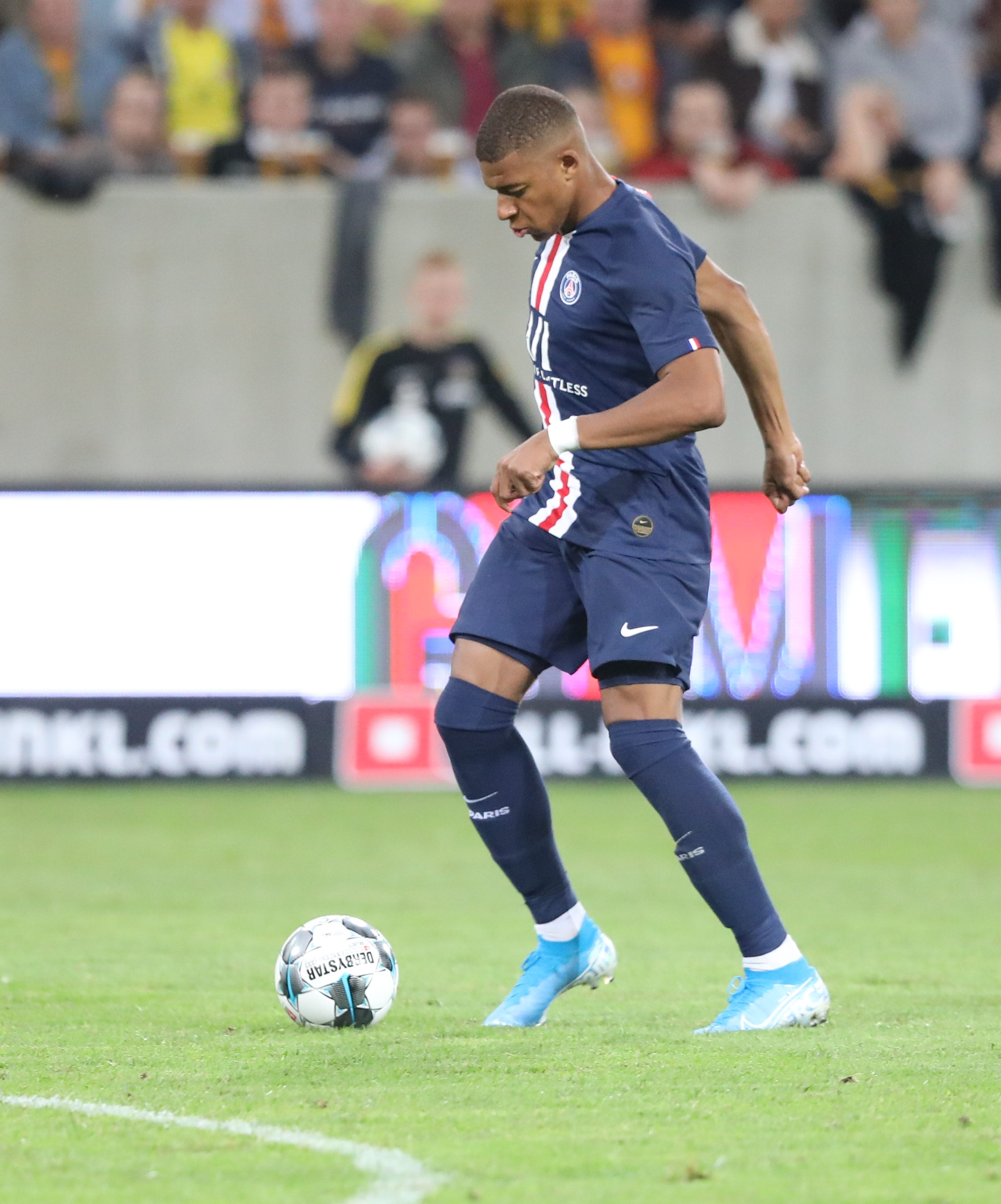
Mbappé (2019)

Sezon 2019/2020 rozpoczął od zdobycia Superpucharu Francji, po pokonaniu Stade Rennes 2:1. Mbappé zdobył w tym meczu bramkę w 1:1 w 57. minucie. W pierwszym meczu Ligue 1 z Nîmes Olympique (3:0) zdobył gola i zanotował asystę. 22 października trafił trzykrotnie w meczu Ligi Mistrzów UEFA z Club Brugge (5:0) i tym samym został najmłodszym piłkarzem, który zanotował hat-tricka w Lidze Mistrzów, a także został najmłodszym piłkarzem, który strzelił łącznie 15 goli.
4 marca 2020 strzelił 3 gole w meczu Pucharu Francji z Olympique Lyon (5:1). 30 kwietnia organ zarządzający Ligue 1 – LFP zadecydował o anulowaniu rozgrywek i w związku z tym Paris Saint-Germain zostało mistrzem Francji, z przewagą 12 punktów nad drugim w tabeli Olympique Marsylia. Z dorobkiem 18 goli był liderem klasyfikacji strzelców razem z Wissamem Ben Yedderem, jednakże to Mbappé zdobył koronę króla strzelców z powodu większej ilości bramek strzelonych „z gry”. 12 sierpnia powrócił z PSG do gry w rozgrywkach Ligi Mistrzów UEFA. W 93. minucie zanotował asystę przy zwycięskim trafieniu na 2:1 Erica Maxima Choupo-Motinga w meczu ćwierćfinału z Atalantą. Po zwycięstwie 3:0 nad RB Leipzig w półfinale, rywalem Paris Saint-Germain w finale został Bayern Monachium. Francuski zespół przegrał starcie 1:0 po trafieniu Kingsleya Comana.
Łącznie wystąpił w 37 meczach, w których strzelił 30 bramek i zanotował 17 asyst. Wywalczył mistrzostwo Francji, Puchar Francji, Puchar Ligi Francuskiej i Superpuchar Francji.

#### Sezon 2020/2021

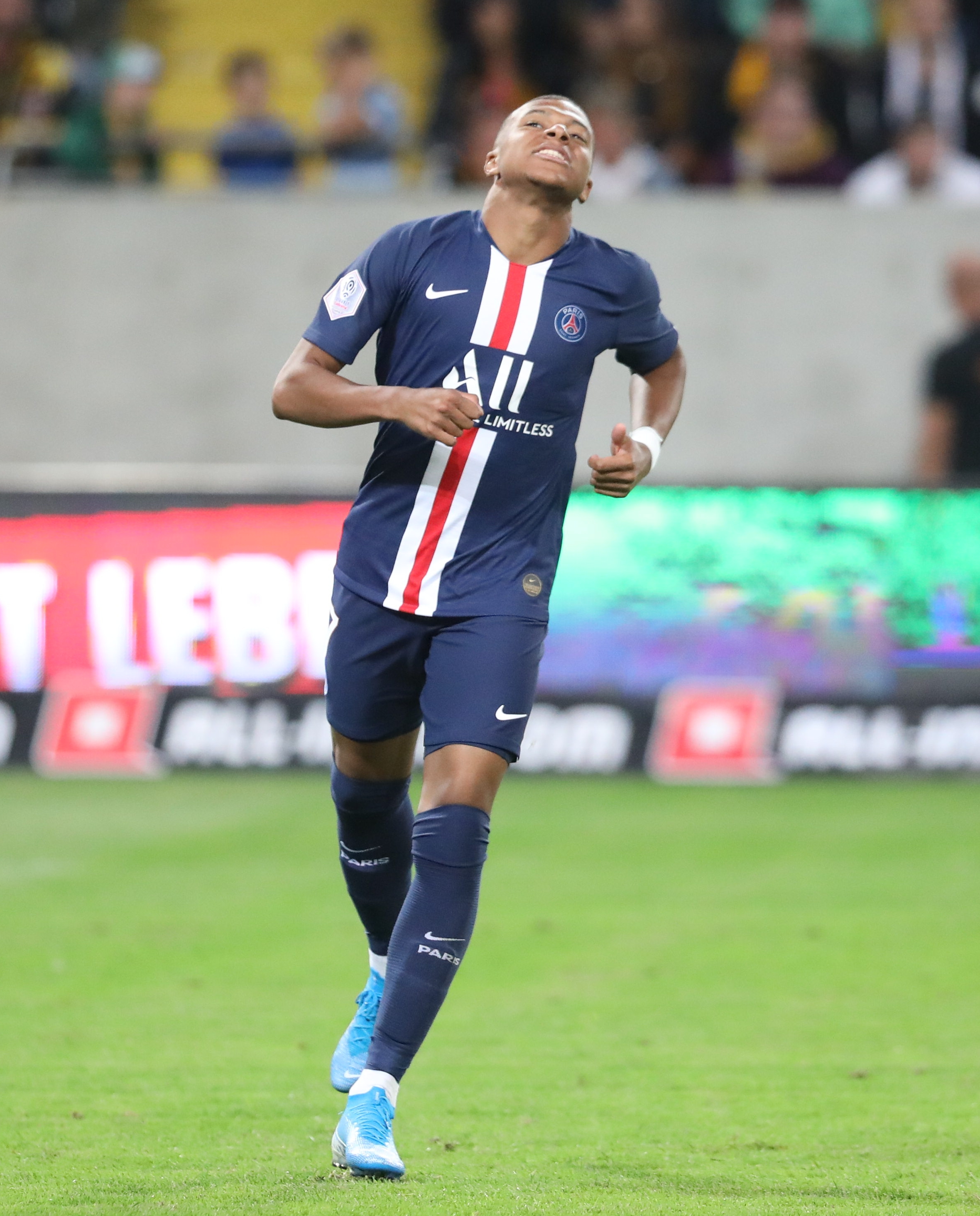
Mbappé w meczu z Dynamem Drezno (2019)

Z powodu zakażenia COVID-19, Mbappé nie zagrał w pierwszych trzech spotkaniach Ligue 1. Pierwszy mecz w sezonie 2020/2021 rozegrał 20 września 2020 przeciwko OGC Nice, w którym strzelił pierwszą bramkę, pokonując z rzutu karnego Waltera Beníteza. 5 grudnia w wygranym 3:1 meczu 13. kolejki Ligue 1 z Montpellier strzelił bramkę – tym samym w 137. występie zdobył swojego 100. gola dla Paris Saint-Germain. Bijąc granicę stu trafień został piątym piłkarzem w historii klubu, który tego dokonał, po Edinsonie Cavanim (200 goli), Zlatanie Ibrahimoviciu (156 goli), Paulecie (109 goli) oraz Dominique Rocheteau (100 goli).
16 lutego 2021 w meczu Ligi Mistrzów UEFA z FC Barceloną (4:1) skompletował hat-tricka. Tym samym został on pierwszym zawodnikiem w historii Ligi Mistrzów, który w fazie pucharowej strzelił 3 gole na stadionie Barcelony, Camp Nou. Trzy trafienia pozwoliły mu także wyprzedzić Pauletę i stać się trzecim najskuteczniejszym zawodnikiem w historii paryskiego klubu, za Cavanim oraz Ibrahimoviciem. 27 lutego w meczu 27. kolejki Ligue 1 z Dijon (4:0) zanotował piąty dublet w sezonie i tym samym ustanowił nowy rekord w lidze francuskiej. 10 marca w meczu rewanżowym z Barceloną strzelił gola i zapewnił drużynie awans 5:2 w dwumeczu. 22 marca w ligowym meczu z Olympique Lyon (4:2) zanotował dwa trafienia, które pozwoliły mu przekroczyć granicę 100 trafień w najwyższej klasie rozgrywkowej we Francji. 7 kwietnia strzelił dwa gole w meczu ćwierćfinału europejskich rozgrywek przeciwko Bayernowi Monachium (3:2). 17 maja w wygranym 4:0 meczu ze Stade de Reims strzelił swoją 40. bramkę w sezonie, ustanawiając swój sezonowy rekord. 19 maja strzelił gola w wygranym 2:0 meczu finału Pucharu Francji z AS Monaco. Z 7 golami na koncie został królem strzelców krajowego pucharu. 23 maja zdobył bramkę w meczu ze Stade Brestois i, wraz z 27 golami, trzeci raz zdobył tytuł króla strzelców Ligue 1.
W sezonie 2020/2021 łącznie zdobył 42 gole i zanotował 11 asyst, występując w 47 meczach. Zdobył Puchar Francji oraz Superpuchar kraju, a w rozgrywkach Ligi Mistrzów UEFA poległ na etapie półfinałów, gdzie PSG przegrało 4:1 w dwumeczu z Manchesterem City.

#### Sezon 2021/2022

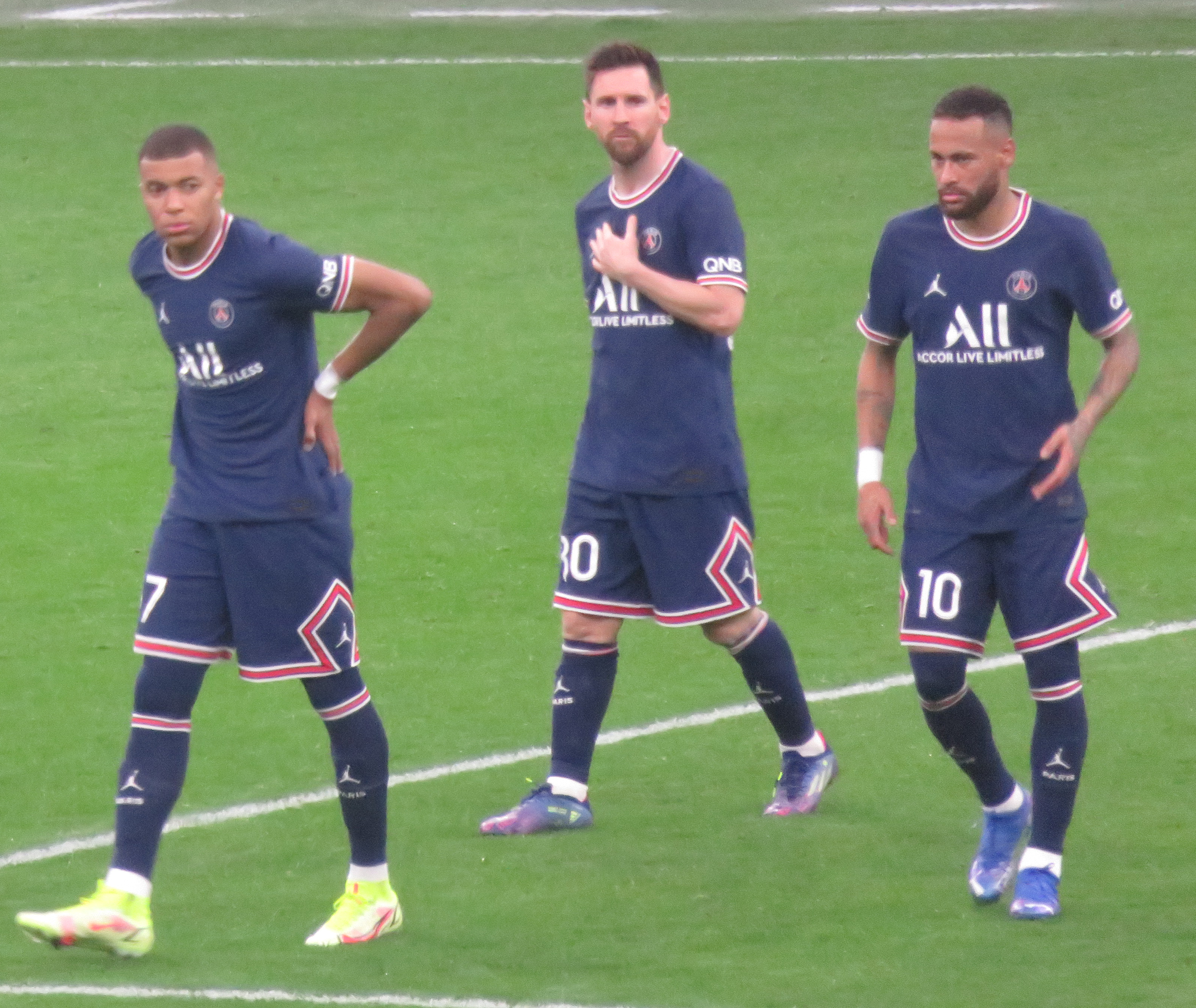
Kylian Mbappé (z lewej) podczas meczu z Olympique Marsylia (2021)

Pierwsze spotkanie nowego sezonu rozegrał 7 sierpnia 2021, w którym PSG pokonało Troyes 2:1, a Mbappé zanotował asystę przy golu Mauro Icardiego. Premierową bramkę strzelił 20 sierpnia w wygranym 4:2 meczu ze Stade Brestois. 7 grudnia zanotował dublet w meczu Ligi Mistrzów UEFA przeciwko Cercle Brugge (4:1), a trafienia pozwoliły mu stać się najmłodszym zawodnikiem w historii Ligi Mistrzów, który strzelił 30 goli; dokonał tego mając 22 lata, 11 miesięcy i 18 dni. 12 grudnia, strzelając dublet w AS Monaco (2:0), zdobył 100. ligową bramkę w barwach Paris Saint-Germain, czego wcześniej dokonało tylko dwóch zawodników: Edinson Cavani (138 goli) i Zlatan Ibrahimović (118).
3 stycznia 2022 w meczu Pucharu Francji z Vannes OC (4:0) skompletował swojego pierwszego hat-tricka w sezonie. 15 lutego strzelił jedyną bramkę podczas meczu 1/8 finału Ligi Mistrzów UEFA z Realem Madryt. 9 marca w meczu rewanżowym z Realem Madryt (1:3) strzelił 157. bramkę dla klubu, która pozwoliła mu wyprzedzić Zlatana Ibrahimovicia w klasyfikacji najskuteczniejszych zawodników w historii Paris Saint-Germain. 9 kwietnia w meczu Ligue 1 z Clermont Foot zanotował trzy trafienia, a jego drużyna wygrała 6:1. 21 maja przedłużył swój kontrakt do 2025. Jeszcze tego samego dnia rozegrał ostatni mecz Ligue 1 z FC Metz (5:0), w którym strzelił 3 bramki. Rozgrywki ligowe zakończył z 28 golami, zostając po raz czwarty królem strzelców.
Sezon zakończył z 39 golami i 22 asystami, uzyskanymi w 46 spotkaniach, zdobywając mistrzostwo Francji.

#### Sezon 2022/2023
Sezon 2022/2023 rozpoczął od strzelenia bramki w wygranym 5:2 meczu Ligue 1 przeciwko Montpellier. Tydzień później, 13 sierpnia w meczu 3. kolejki Ligue 1 z Lille (7:1), Mbappé skompletował hat-tricka. Pierwszą bramkę strzelił już w 8. sekundzie i tym samym wyrównał ligowy rekord Michela Rio z 1992. 6 września w wygranym 2:1 meczu fazy grupowej Ligi Mistrzów UEFA z Juventusem zanotował dublet. W meczu z Benficą zdobył bramkę i tym samym z 31 golami wyprzedził Edinsona Cavaniego w klasyfikacji najskuteczniejszych strzelców w europejskich rozgrywkach w historii Paris Saint-Germain.
23 stycznia 2023 w meczu Pucharu Francji z Pays de Cassel strzelił pięć bramek, stając się pierwszym w historii klubu, który tego dokonał. Dzięki trafieniom został także najskuteczniejszym piłkarzem w historii rozgrywek Pucharu Francji. 20 lutego w wygranym 4:3 meczu przeciwko Lille strzelił 149. i 150. bramkę w Ligue 1, co pozwoliło mu stać się najmłodszym piłkarzem w historii ligi, który tego dokonał. 26 lutego w meczu z Olympique Marsylia (3:0) strzelił dwa gole i tym samym wyrównał klubowy rekord Edinsona Cavaniego, który z 200 golami był najskuteczniejszym zawodnikiem Paris Saint-Germain. 4 marca, strzelając bramkę przeciwko Nantes (4:2), został samodzielnym liderem klasyfikacji strzelców wszech czasów Paris Saint-Germain. 15 kwietnia strzelił 139. bramkę dla Paris Saint-Germain w meczu z RC Lens (3:1), stając się najskuteczniejszym strzelcem klubu w rozgrywkach ligowych. 21 maja dwukrotnie trafił w meczu z AJ Auxerre (2:1), a jego druga bramka była 40. w sezonie 2022/2023.
W sezonie 2022/2023 łącznie wystąpił w 43 meczach, w których strzelił 41 goli i zanotował 10 asyst. Zdobył mistrzostwo Francji, a także Superpuchar Francji. Z 29 golami został królem strzelców rozgrywek ligowych.

#### Sezon 2023/2024
Z powodu konfliktu z klubem nie znalazł się w kadrze na pierwszy mecz sezonu 2023/2024, w którym Paris Saint-Germain bezbramkowo zremisowało z Lorient. Już dzień później – 13 sierpnia 2023 został przywrócony do treningów z pierwszym zespołem. W następnym meczu, rozegranym tydzień później, Mbappé strzelił gola z rzutu karnego, ale paryska drużyna ponownie zremisowała. 19 października zdobył bramkę w meczu I kolejki fazy grupowej Ligi Mistrzów EUFA przeciwko Borussii Dortmund. 11 listopada w wygranym 3:0 starciu przeciwko Stade de Reims skompletował hat-tricka. 3 grudnia strzelił swoją 179. bramkę w Ligue 1 i awansował na 9. miejsce w klasyfikacji najlepszych strzelców ligi, zrównując się tym samym z Carlosem Binachim oraz Gunnarem Andressonem.
7 stycznia 2024, w wygranym 9:0 meczu z Revel w ramach Pucharu Francji, Mbappé skompletował hat-tricka. 2 lutego, w wygranym 2:1 meczu przeciwko Strasbourg, Kylian Mbappé strzelił 20. bramkę w 19. ligowym meczu. 10 lutego poinformowano, że Mbappé chce odejść z klubu po zakończeniu sezonu 2023/2024, kiedy wygaśnie mu kontraktu z PSG i tym samym zostanie wolnym agentem. Pięć dni później media przekazały, że Mbappé opuści paryski klub, i najprawdopodobniej podpisze pięcioletni kontrakt z Realem Madryt. 5 marca zanotował dublet w wygranym 2:1 meczu 1/8 finału Ligi Mistrzów z Realem Sociedad, zapewniając swojej drużynie awans do ćwierćfinału rozgrywek. 17 marca skompletował hat-tricka w starciu z Montpellierem (6:2). Gole te pozwoliły mu stać się pierwszym zawodnikiem w barwach PSG, który zdobył 250 goli dla tego zespołu. 10 maja oficjalnie poinformował o opuszczeniu PSG po zakończeniu sezonu.

### Real Madryt
3 czerwca 2024 Real Madryt oficjalnie poinformował o podpisaniu 5-letniej umowy z Mbappé. Francuz trafił do stolicy Hiszpanii na zasadzie wolnego transferu po wygaśnięciu umowy z PSG. Zadebiutował 14 sierpnia 2024 na Stadionie Narodowym w Superpucharze Europy wygranym z Atalantą 2:0, podczas tego meczu strzelił swoją pierwszą bramkę w barwach nowego zespołu. 18 sierpnia 2024 zadebiutował w LaLiga w meczu z RCD Mallorcą. 19 lutego 2025 w meczu rewanżowym 1/16 Ligi Mistrzów UEFA przeciwko Manchesterowi City strzelił hat-tricka.

## Kariera reprezentacyjna

### Lata 2017–2021
W marcu 2017 został powołany przez Didiera Deschampsa do reprezentacji Francji na mecze eliminacji Mistrzostw Świata 2018. 25 marca 2017 w wygranym 3:1 meczu z Luksemburgiem zadebiutował w seniorskiej drużynie, tym samym stając się drugim najmłodszym zawodnikiem, który tego dokonał, po Maryanie Wisniewskim. Pierwszą bramkę dla reprezentacji strzelił 31 sierpnia w wygranym 4:0 meczu z Holandią. 27 marca 2018 ustrzelił dublet w meczu towarzyskim przeciwko reprezentacji Rosji. 

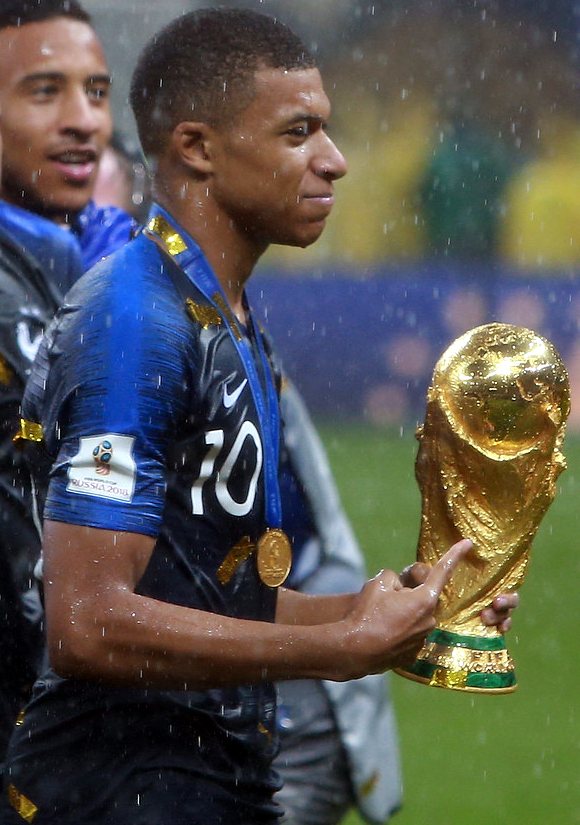
Mbappé z Pucharem Świata FIFA (2018)

17 maja został powołany przez selekcjonera na Mistrzostwa Świata w 2018. Pierwszy mecz mistrzostw rozegrał 16 czerwca 2018, kiedy to Francja pokonała reprezentację Australii 2:1. 21 czerwca zdobył jedyną bramkę w spotkaniu z reprezentacją Peru, stając się najmłodszym francuskim zawodnikiem, który trafił na Mundialu. Po trzecim, bezbramkowym spotkaniu z Danią, Francja wyszła z grupy z pierwszego miejsca z dorobkiem 7 punktów. W 1/8 finału turnieju Les Bleus zmierzyli się z reprezentacją Argentyny. Spotkanie skończyło się zwycięstwem 4:3 dla Francuzów, a Mbappé został bohaterem spotkania kompletując dublet i wywalczając rzut karny po przebiegnięciu ponad 80 metrów boiska z prędkością szczytową około 38 km/h. Dzięki tej prędkości został najszybszym piłkarzem świata, bijąc poprzedni rekord Arjena Robbena. 15 lipca w meczu finałowym z Chorwacją strzelił gola, a Francja wygrała ostatecznie 4:2 i zdobyła Puchar Świata FIFA po 20 latach. Mbappé został najmłodszym strzelcem bramki w finale MŚ od czasów Brazylijczyka Pelé i trzecim najmłodszym mistrzem świata po Brazylijczyku Pelé (1958) oraz Włochu Giuseppe Bergomi (1982). Po meczu został nagrodzony przez FIFA nagrodą dla Najlepszego Młodego Zawodnika.
11 czerwca 2019 strzelił bramkę w meczu eliminacji do Mistrzostw Europy 2020 przeciwko reprezentacji Andory (4:0) i tym samym zdobył swoje 100. trafienie w karierze seniorskiej, stając się najmłodszym piłkarzem w historii, który tego dokonał. 7 października 2020 zdobył gola i zanotował asystę w wygranym 7:1 meczu towarzyskim z Ukrainą.

Mbappé podczas meczu z Ukrainą (2021)

18 maja 2021 został powołany na Mistrzostwa Europy 2020 rozgrywane rok później ze względu na pandemię COVID-19. Wystąpił w trzech meczach grupowych: wygranym 1:0 z Niemcami po golu samobójczym Matsa Hummelsa, zremisowanym 1:1 z Węgrami, zremisowanym 2:2 z Portugalią. W meczu 1/8 finału ze Szwajcarią asystował przy pierwszym golu Karima Benzemy, gdzie po remisie 3:3 mecz zakończył się rzutami karnymi, a Mbappé nie wykorzystał decydującego piątego rzutu karnego i tym samym Francja odpadła z turnieju.
7 października 2021, w starciu półfinału finałów Ligi Narodów UEFA z Belgią (3:2), rozegrał 50. mecz w barwach reprezentacji Francji, a jubileuszowy mecz okrasił golem z rzutu karnego. W finale przeciwko reprezentacji Hiszpanii zanotował asystę przy trafieniu Karima Benzemy, a sam zdobył zwycięską bramkę na 2:1. 13 listopada zdobył pierwszego hat-tricka dla Francji, strzelając łącznie 4 gole w meczu eliminacji do Mistrzostw Świata 2022 z Kazachstanem (8:0). Wyrównał tym rekord reprezentacji Francji należący do Justa Fontaine’a, który w 1958 w spotkaniu z Niemcami również zdobył 4 bramki.

### Od 2022

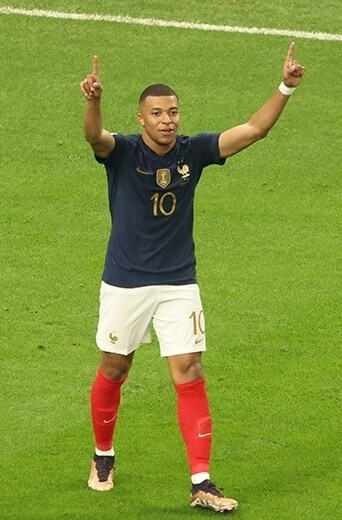
Mbappé podczas meczu z Australią (2022)

14 listopada 2022 został powołany do reprezentacji Francji na Mistrzostwa Świata 2022 w Katarze. 22 listopada rozegrał pierwszy mecz na Mundialu, w którym Francja pokonała 4:1 reprezentację Australii, a on sam zdobył bramkę i zanotował asystę przy golu Oliviera Giroud. 26 listopada w drugim meczu fazy grupowej z Danią strzelił dwa gole, zapewniając swojej drużynie awans do fazy pucharowej.
4 grudnia w wygranym 3:1 meczu 1/8 finału z reprezentacją Polski skompletował dublet. Reprezentacja Francji po zwycięstwie 2:1 nad Anglią w ćwierćfinale oraz po zwycięstwie 2:0 nad Marokiem awansowała do finału, gdzie zmierzyła się z Argentyną. W 80. minucie starcia zdobył gola, wykorzystując rzut karny przyznany za faul Nicolása Otamendiego na Randalu Kolo Muanim. Minutę później zdobył drugą bramkę i tym samym zapewnił drużynie grę w dogrywce. W 118. minucie zdobył bramkę dającą remis 3:3 i mecz finałowy rozstrzygnął się w konkursie rzutów karnych, w których Francja przegrała 4:2. Z dorobkiem 8 bramek został królem strzelców turnieju. Dzięki trzem trafieniom w spotkaniu z Argentyną stał się drugim w historii zawodnikiem, który strzelił 3 bramki w spotkaniu finałowym. Pierwszy dokonał tego angielski napastnik Geoff Hurst w finale Mistrzostw Świata 1966 przeciwko reprezentacji Niemiec. Dzięki tym trafieniom, z dorobkiem 4 bramek, został samodzielnym rekordzistą w liczbie trafień w meczu finałowym o mistrzostwo świata.
21 marca 2023 został ogłoszony kapitanem kadry narodowej. 24 marca strzelił dwa gole w meczu eliminacji do Mistrzostw Europy 2024 z Holandią (4:0). 19 czerwca, strzelając bramkę w meczu przeciwko Grecji (1:0), pobił rekord Justa Fontaine’a i z 54 golami został najskuteczniejszym francuskim piłkarzem w jednym sezonie, wliczając rozgrywki klubowe oraz reprezentacyjne. 18 listopada strzelił trzy gole i zanotował trzy asysty w meczu przeciwko reprezentacji Gibraltaru w ramach eliminacji do Mistrzostw Europy 2024. Trzecia bramka strzelona rywalom była jego 300. w karierze, a francuska drużyna narodowa wygrała z Gibraltarem 14:0, co było jej największym zwycięstwem w historii.

## Statystyki

### Klubowe
Aktualne na 24 maja 2025.
| Klub                       | Sezon              | Liga               | Liga  | Liga   | Puchar kraju | Puchar kraju | Puchar Ligi Francuskiej | Puchar Ligi Francuskiej | Międzynarodowe | Międzynarodowe | Inne  | Inne   | Suma  | Suma   |
| Klub                       | Sezon              | Liga               | Mecze | Bramki | Mecze        | Bramki       | Mecze                   | Bramki                  | Mecze          | Bramki         | Mecze | Bramki | Mecze | Bramki |
| -------------------------- | ------------------ | ------------------ | ----- | ------ | ------------ | ------------ | ----------------------- | ----------------------- | -------------- | -------------- | ----- | ------ | ----- | ------ |
| AS Monaco II               | 2015/2016          | CFA                | 10    | 2      | –            | –            | –                       | –                       | –              | –              | –     | –      | 10    | 2      |
| AS Monaco II               | 2016/2017          | CFA                | 2     | 2      | –            | –            | –                       | –                       | –              | –              | –     | –      | 2     | 2      |
| AS Monaco II               | Ogólnie            | Ogólnie            | 12    | 4      | 0            | 0            | 0                       | 0                       | 0              | 0              | 0     | 0      | 12    | 4      |
| AS Monaco                  | 2015/2016          | Ligue 1            | 11    | 1      | 1            | 0            | 1                       | 0                       | 1              | 0              | –     | –      | 14    | 1      |
| AS Monaco                  | 2016/2017          | Ligue 1            | 29    | 15     | 3            | 2            | 3                       | 3                       | 9              | 6              | –     | –      | 44    | 26     |
| AS Monaco                  | 2017/2018          | Ligue 1            | 1     | 0      | –            | –            | –                       | –                       | –              | –              | 1     | 0      | 2     | 0      |
| AS Monaco                  | Ogólnie            | Ogólnie            | 41    | 16     | 4            | 2            | 4                       | 3                       | 10             | 6              | 1     | 0      | 60    | 27     |
| Paris Saint-Germain (wyp.) | 2017/2018          | Ligue 1            | 27    | 13     | 5            | 4            | 4                       | 0                       | 8              | 4              | –     | –      | 44    | 21     |
| Paris Saint-Germain        | 2018/2019          | Ligue 1            | 29    | 33     | 4            | 2            | 2                       | 0                       | 8              | 4              | –     | –      | 43    | 39     |
| Paris Saint-Germain        | 2019/2020          | Ligue 1            | 20    | 18     | 3            | 4            | 3                       | 2                       | 10             | 5              | 1     | 1      | 37    | 30     |
| Paris Saint-Germain        | 2020/2021          | Ligue 1            | 31    | 27     | 5            | 7            | –                       | –                       | 10             | 8              | 1     | 0      | 47    | 42     |
| Paris Saint-Germain        | 2021/2022          | Ligue 1            | 35    | 28     | 3            | 5            | –                       | –                       | 8              | 6              | –     | –      | 46    | 39     |
| Paris Saint-Germain        | 2022/2023          | Ligue 1            | 34    | 29     | 1            | 5            | –                       | –                       | 8              | 7              | 0     | 0      | 43    | 41     |
| Paris Saint-Germain        | 2023/2024          | Ligue 1            | 29    | 27     | 6            | 8            | –                       | –                       | 12             | 8              | 1     | 1      | 48    | 44     |
| Paris Saint-Germain        | Ogólnie            | Ogólnie            | 205   | 175    | 27           | 35           | 9                       | 2                       | 64             | 42             | 3     | 2      | 308   | 256    |
| Real Madryt                | 2024/2025          | La Liga            | 34    | 31     | 4            | 2            | –                       | –                       | 14             | 7              | 4     | 3      | 56    | 43     |
| Ogólnie w karierze         | Ogólnie w karierze | Ogólnie w karierze | 292   | 226    | 35           | 39           | 13                      | 5                       | 88             | 55             | 8     | 5      | 436   | 330    |

### Reprezentacyjne
Aktualne na 14 października 2024.
| Reprezentacja | Rok     | Mecze | Bramki |
| ------------- | ------- | ----- | ------ |
| Francja       | 2017    | 10    | 1      |
| Francja       | 2018    | 18    | 9      |
| Francja       | 2019    | 6     | 3      |
| Francja       | 2020    | 5     | 3      |
| Francja       | 2021    | 14    | 8      |
| Francja       | 2022    | 13    | 12     |
| Francja       | 2023    | 9     | 10     |
| Francja       | 2024    | 11    | 2      |
| Francja       | 2025    | 2     | 0      |
| Ogólnie       | Ogólnie | 88    | 48     |

| Mecze i gole w reprezentacji | Mecze i gole w reprezentacji | Mecze i gole w reprezentacji | Mecze i gole w reprezentacji | Mecze i gole w reprezentacji | Mecze i gole w reprezentacji | Mecze i gole w reprezentacji |
| Francja                      | Francja                      | Francja                      | Francja                      | Francja                      | Francja                      | Francja                      |
| Lp.                          | Data                         | Miasto                       | Przeciwnik                   | Gol                          | Wynik                        | Rozgrywki                    |
| ---------------------------- | ---------------------------- | ---------------------------- | ---------------------------- | ---------------------------- | ---------------------------- | ---------------------------- |
| 1.                           | 25.03.2017                   | Luksemburg                   | Luksemburg                   |                              | 3:1                          | el. MŚ 2018                  |
| 2.                           | 28.03.2017                   | Saint-Denis                  | Hiszpania                    |                              | 0:2                          | towarzyski                   |
| 3.                           | 09.06.2017                   | Solna                        | Szwecja                      |                              | 1:2                          | el. MŚ 2018                  |
| 4.                           | 13.06.2017                   | Saint-Denis                  | Anglia                       |                              | 3:2                          | towarzyski                   |
| 5.                           | 31.08.2017                   | Saint-Denis                  | Holandia                     | Gol                          | 4:0                          | el. MŚ 2018                  |
| 6.                           | 03.09.2017                   | Tuluza                       | Luksemburg                   |                              | 0:0                          | el. MŚ 2018                  |
| 7.                           | 07.10.2017                   | Sofia                        | Bułgaria                     |                              | 1:0                          | el. MŚ 2018                  |
| 8.                           | 10.10.2017                   | Saint-Denis                  | Białoruś                     |                              | 2:1                          | el. MŚ 2018                  |
| 9.                           | 10.11.2017                   | Saint-Denis                  | Walia                        |                              | 2:0                          | towarzyski                   |
| 10.                          | 14.11.2017                   | Kilonia                      | Niemcy                       |                              | 2:2                          | towarzyski                   |
| 11.                          | 23.03.2018                   | Saint-Denis                  | Kolumbia                     |                              | 2:3                          | towarzyski                   |
| 12.                          | 27.03.2018                   | Sankt-Petersburg             | Rosja                        | Gol · Gol                    | 3:1                          | towarzyski                   |
| 13.                          | 28.05.2018                   | Saint-Denis                  | Irlandia                     |                              | 2:0                          | towarzyski                   |
| 14.                          | 01.06.2018                   | Nicea                        | Włochy                       |                              | 3:1                          | towarzyski                   |
| 15.                          | 09.06.2018                   | Lyon                         | Stany Zjednoczone            | Gol                          | 1:1                          | towarzyski                   |
| 16.                          | 16.06.2018                   | Kazań                        | Australia                    |                              | 2:1                          | MŚ 2018                      |
| 17.                          | 21.06.2018                   | Jekaterynburg                | Peru                         | Gol                          | 1:0                          | MŚ 2018                      |
| 18.                          | 26.06.2018                   | Moskwa                       | Dania                        |                              | 0:0                          | MŚ 2018                      |
| 19.                          | 30.06.2018                   | Kazań                        | Argentyna                    | Gol · Gol                    | 4:3                          | MŚ 2018                      |
| 20.                          | 06.07.2018                   | Niżny Nowogród               | Urugwaj                      |                              | 2:0                          | MŚ 2018                      |
| 21.                          | 10.07.2018                   | Sankt-Petersburg             | Belgia                       |                              | 1:0                          | MŚ 2018                      |
| 22.                          | 15.07.2018                   | Moskwa                       | Chorwacja                    | Gol                          | 4:2                          | MŚ 2018                      |
| 23.                          | 06.09.2018                   | Monachium                    | Niemcy                       |                              | 0:0                          | LN 2018/2019                 |
| 24.                          | 09.09.2018                   | Saint-Denis                  | Holandia                     | Gol                          | 2:1                          | LN 2018/2019                 |
| 25.                          | 11.10.2018                   | Guingamp                     | Islandia                     | (k.)                         | 2:2                          | towarzyski                   |
| 26.                          | 16.10.2018                   | Saint-Denis                  | Niemcy                       |                              | 2:1                          | LN 2018/2019                 |
| 27.                          | 16.11.2018                   | Rotterdam                    | Holandia                     |                              | 0:2                          | LN 2018/2019                 |
| 28.                          | 20.11.2018                   | Saint-Denis                  | Urugwaj                      |                              | 1:0                          | towarzyski                   |
| 29.                          | 22.03.2019                   | Kiszyniów                    | Mołdawia                     | Gol                          | 4:1                          | el. ME 2020                  |
| 30.                          | 25.03.2019                   | Saint-Denis                  | Islandia                     | Gol                          | 4:0                          | el. ME 2020                  |
| 31.                          | 02.06.2019                   | Nantes                       | Boliwia                      |                              | 2:0                          | towarzyski                   |
| 32.                          | 08.06.2019                   | Konya                        | Turcja                       |                              | 0:2                          | el. ME 2020                  |
| 33.                          | 11.06.2019                   | Andorra la Vella             | Andora                       | Gol                          | 4:0                          | el. ME 2020                  |
| 34.                          | 14.06.2019                   | Saint-Denis                  | Mołdawia                     |                              | 2:1                          | el. ME 2020                  |
| 35.                          | 05.09.2020                   | Solna                        | Szwecja                      | Gol                          | 1:0                          | LN 2020/2021                 |
| 36.                          | 07.10.2020                   | Saint-Denis                  | Ukraina                      | (k.)                         | 7:1                          | towarzyski                   |
| 37.                          | 11.10.2020                   | Saint-Denis                  | Portugalia                   |                              | 0:0                          | LN 2020/2021                 |
| 38.                          | 14.10.2020                   | Zagrzeb                      | Chorwacja                    | Gol                          | 2:1                          | LN 2020/2021                 |
| 39.                          | 17.11.2020                   | Saint-Denis                  | Szwecja                      |                              | 4:2                          | LN 2020/2021                 |
| 40.                          | 24.03.2021                   | Saint-Denis                  | Ukraina                      |                              | 1:1                          | el. MŚ 2022                  |
| 41.                          | 28.03.2021                   | Astana                       | Kazachstan                   |                              | 1:0                          | el. MŚ 2022                  |
| 42.                          | 31.03.2021                   | Sarajewo                     | Bośnia i Hercegowina         |                              | 2:0                          | el. MŚ 2022                  |
| 43.                          | 02.06.2021                   | Nicea                        | Walia                        | Gol                          | 3:0                          | towarzyski                   |
| 44.                          | 08.06.2021                   | Saint-Denis                  | Bułgaria                     |                              | 3:0                          | towarzyski                   |
| 45.                          | 15.06.2021                   | Monachium                    | Niemcy                       |                              | 1:0                          | ME 2020                      |
| 46.                          | 19.06.2021                   | Budapeszt                    | Węgry                        |                              | 1:1                          | ME 2020                      |
| 47.                          | 23.06.2021                   | Budapeszt                    | Portugalia                   |                              | 2:2                          | ME 2020                      |
| 48.                          | 28.06.2021                   | Bukareszt                    | Szwajcaria                   |                              | 3:3 (k. 4:5)                 | ME 2020                      |
| 49.                          | 01.09.2021                   | Strasburg                    | Bośnia i Hercegowina         |                              | 1:1                          | el. MŚ 2022                  |
| 50.                          | 07.10.2021                   | Turyn                        | Belgia                       | Gol                          | 3:2                          | LN 2020/2021                 |
| 51.                          | 10.10.2021                   | Mediolan                     | Hiszpania                    | Gol                          | 2:1                          | LN 2020/2021                 |
| 52.                          | 13.11.2021                   | Saint-Denis                  | Kazachstan                   | Gol · Gol · Gol · Gol        | 8:0                          | el. MŚ 2022                  |
| 53.                          | 16.11.2021                   | Helsinki                     | Finlandia                    | Gol                          | 2:0                          | el. MŚ 2022                  |
| 54.                          | 29.03.2022                   | Villeneuve-d’Ascq            | Południowa Afryka            | (k.)                         | 5:0                          | towarzyski                   |
| 55.                          | 03.06.2022                   | Saint-Denis                  | Chorwacja                    |                              | 1:2                          | LN 2022/2023                 |
| 56.                          | 10.06.2022                   | Wiedeń                       | Australia                    | Gol                          | 1:1                          | LN 2022/2023                 |
| 57.                          | 13.06.2022                   | Saint-Denis                  | Ukraina                      |                              | 0:1                          | LN 2022/2023                 |
| 58.                          | 22.09.2022                   | Saint-Denis                  | Austria                      | Gol                          | 2:0                          | towarzyski                   |
| 59.                          | 25.09.2022                   | Kopenhaga                    | Dania                        |                              | 0:2                          | towarzyski                   |
| 60.                          | 22.11.2022                   | Al-Wakra                     | Australia                    | Gol                          | 4:1                          | MŚ 2022                      |
| 61.                          | 26.11.2022                   | Doha                         | Dania                        | Gol · Gol                    | 2:1                          | MŚ 2022                      |
| 62.                          | 30.11.2022                   | Ar-Rajjan                    | Tunezja                      |                              | 0:1                          | MŚ 2022                      |
| 63.                          | 04.12.2022                   | Doha                         | Polska                       | Gol · Gol                    | 3:1                          | MŚ 2022                      |
| 64.                          | 10.12.2022                   | Al-Chaur                     | Anglia                       |                              | 2:1                          | MŚ 2022                      |
| 65.                          | 14.12.2022                   | Al-Chaur                     | Maroko                       |                              | 2:0                          | MŚ 2022                      |
| 66.                          | 18.12.2022                   | Lusajl                       | Argentyna                    | (k.) (k.)                    | 3:3 (k. 2:4)                 | MŚ 2022                      |
| 67.                          | 24.03.2023                   | Saint-Denis                  | Holandia                     | Gol · Gol                    | 4:0                          | el. ME 2024                  |
| 68.                          | 27.03.2023                   | Dublin                       | Irlandia                     |                              | 1:0                          | el. ME 2024                  |
| 69.                          | 16.06.2023                   | Faro                         | Gibraltar                    | (k.)                         | 3:0                          | el. ME 2024                  |
| 70.                          | 19.06.2023                   | Saint-Denis                  | Grecja                       | (k.)                         | 1:0                          | el. ME 2024                  |
| 71.                          | 07.09.2023                   | Paryż                        | Irlandia                     |                              | 2:0                          | el. ME 2024                  |
| 72.                          | 13.10.2023                   | Amsterdam                    | Holandia                     | Gol · Gol                    | 2:1                          | el. ME 2024                  |
| 73.                          | 17.10.2023                   | Villeneuve-d’Ascq            | Szkocja                      | (k.)                         | 4:1                          | towarzyski                   |
| 74.                          | 18.11.2023                   | Nicea                        | Gibraltar                    | (k.)                         | 14:0                         | el. ME 2024                  |
| 75.                          | 21.11.2023                   | Nea Filadelfia               | Grecja                       |                              | 2:2                          | el. ME 2024                  |
| 76.                          | 23.03.2024                   | Décines-Charpieu             | Niemcy                       |                              | 0:2                          | towarzyski                   |
| 77.                          | 26.03.2024                   | Marsylia                     | Chile                        |                              | 3:2                          | towarzyski                   |
| 78.                          | 05.06.2024                   | Metz                         | Luksemburg                   | Gol                          | 3:0                          | towarzyski                   |
| 79.                          | 09.06.2024                   | Bordeaux                     | Niemcy                       |                              | 0:0                          | towarzyski                   |
| 80.                          | 17.06.2024                   | Düsseldorf                   | Austria                      |                              | 1:0                          | ME 2024                      |
| 81.                          | 25.06.2024                   | Dortmund                     | Polska                       | (k.)                         | 1:1                          | ME 2024                      |
| 82.                          | 01.07.2024                   | Düsseldorf                   | Belgia                       |                              | 1:0                          | ME 2024                      |
| 83.                          | 05.07.2024                   | Hamburg                      | Portugalia                   |                              | 0:0 (k. 5:3)                 | ME 2024                      |
| 84.                          | 09.07.2024                   | Monachium                    | Hiszpania                    |                              | 1:2                          | ME 2024                      |
| 85.                          | 06.09.2024                   | Paryż                        | Włochy                       |                              | 1:3                          | LN 2024/2025                 |
| 86.                          | 09.09.2024                   | Décines-Charpieu             | Belgia                       |                              | 2:0                          | LN 2024/2025                 |
| 87.                          | 20.03.2025                   | Split                        | Chorwacja                    |                              | 0:2                          | LN 2024/2025                 |
| 88.                          | 23.03.2025                   | Saint-Denis                  | Chorwacja                    |                              | 2:0 (k. 5:4)                 | LN 2024/2025                 |

## Sukcesy

### AS Monaco
- Mistrzostwo Francji: 2016/2017

### Paris Saint-Germain
- Mistrzostwo Francji: 2017/2018, 2018/2019, 2019/2020, 2021/2022, 2022/2023, 2023/2024
- Puchar Francji: 2017/2018, 2019/2020, 2020/2021, 2023/2024
- Puchar Ligi Francuskiej: 2017/2018, 2019/2020
- Superpuchar Francji: 2019, 2020, 2023

### Real Madryt
- Superpuchar UEFA: 2024
- Puchar Interkontynentalny: 2024[154]

### Francja
Mistrzostwa świata
- Mistrzostwo: 2018
- Wicemistrzostwo: 2022

Liga Narodów UEFA
- Mistrzostwo: 2020/2021

### Francja U-19
Mistrzostwa Europy U-19
- Mistrzostwo: 2016

### Indywidualne
- Król strzelców Ligue 1: 2018/2019 (33 gole), 2019/2020 (18 goli)[d], 2020/2021 (27 goli), 2021/2022 (28 goli), 2022/2023 (29 goli), 2023/2024 (27 goli),
- Król strzelców Pucharu Francji: 2020/2021 (7 goli), 2021/2022 (5 goli)[e], 2023/2024 (8 goli)
- Król strzelców Mistrzostw świata: 2022 (8 goli)
- Najlepszy asystent Ligue 1: 2021/2022 (17 asyst)

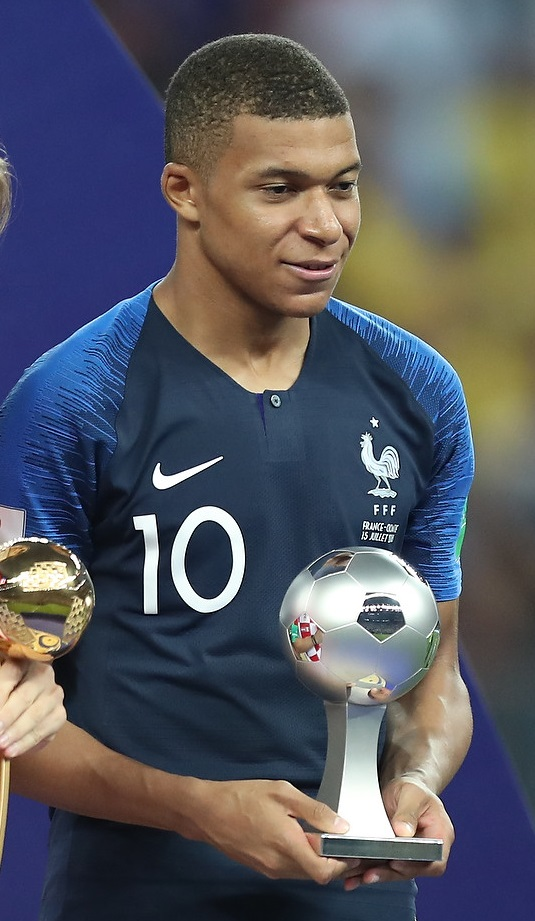
Kylian Mbappé z nagrodą dla Najlepszego młodego piłkarza Mistrzostw Świata (2018)

### Wyróżnienia
- Złota Piłka (3. miejsce): 2023[155]
- Piłkarz Roku FIFA (2. miejsce): 2022[156]
- Piłkarz Roku we Francji: 2018[157], 2019[158], 2022[159]
- Piłkarz Roku w plebiscycie Globe Soccer Awards: 2021[160]
- Piłkarz sezonu Ligue 1: 2018/2019[48], 2020/2021[161], 2021/2022[162], 2022/2023[163]
- Piłkarz miesiąca w Ligue 1: Kwiecień 2017[164], Marzec 2018[165], Sierpień 2018[166], Luty 2019[167], Luty 2021[168], Sierpień 2021[169], Luty 2022[170], Listopad/Grudzień 2022[171], Luty 2023[172], Październik 2023[173]
- Młody Piłkarz sezonu Ligue 1: 2016/2017, 2017/2018, 2018/2019
- Złoty Chłopiec: 2017[174]
- Kopa Trophy: 2018[15]
- Onze de Bronze: 2019[175]
- Najlepszy młody piłkarz Mistrzostw Świata: 2018[11]
- Zespół Gwiazd Mistrzostw Świata: 2018[176]
- Drużyna turnieju Mistrzostwo Europy U-19: 2016
- Drużyna Roku UEFA: 2018[177]
- Drużyna Roku na świecie według IFFHS: 2018[178], 2021[179][180], 2022[181]
- Drużyna Roku UEFA według IFFHS: 2021[182]
- Drużyna sezonu Ligi Mistrzów UEFA: 2016/2017[183], 2019/2020[184], 2020/2021[185], 2021/2022[186]
- Drużyna sezonu Ligue 1: 2016/2017[187], 2017/2018[188], 2018/2019[189], 2020/2021[190], 2021/2022[191], 2022/2023[192]
- Drużyna sezonu European Sports Media: 2022/2023[193]
- Jedenastka Roku FIFA FIFPro: 2018[194], 2019[195], 2022[196], 2023[197]
- Drużyna sezonu najmocniejszych lig w Europie według WhoScored: 2021/2022[198]
- Jedenastka rundy jesiennej według Goal.com: 2021/2022[199]

### Rekordy
Rozgrywki klubowe we Francji
- Najskuteczniejszy zawodnik w historii Paris Saint-Germain: 250 goli[f][200]
- Najskuteczniejszy zawodnik w historii Pucharu Francji: 36 goli[g][90]
- Najskuteczniejszy zawodnik w historii Ligue 1 w barwach Paris Saint-Germain: 172 gole[h]
- Pierwszy zawodnik w historii Paris Saint-Germain, który zdobył 250 goli[114]
- Pierwszy zawodnik w historii Paris Saint-Germain, który w Pucharze Francji strzelił 5 goli w jednym meczu
- Najmłodszy zawodnik w historii Ligue 1, który strzelił 50 goli: 20 lat, 2 miesięcy i 3 dni[44]
- Najmłodszy zawodnik w historii Ligue 1, który strzelił 100 goli: 22 lata, 3 miesiące i 1 dzień[201]
- Najmłodszy zawodnik w historii Ligue 1, który strzelił 150 goli: 24 lata i 2 miesiące[91]

Rozgrywki klubowe międzynarodowe
- Najskuteczniejszy zawodnik w historii europejskich pucharów w barwach Paris Saint-Germain: 40 goli
- Najmłodszy zawodnik w historii Ligi Mistrzów UEFA, który strzelił 30 goli: 22 lata, 11 miesięcy i 18 dni[76]
- Najmłodszy zawodnik w historii Ligi Mistrzów UEFA, który strzelił 35 goli: 23 lata, 8 miesięcy i 17 dni[202]
- Najmłodszy zawodnik w historii Ligi Mistrzów UEFA, który strzelił 40 goli: 23 lata, 10 miesięcy i 10 dni[203]

## Odznaczenia
- Chevalier Legii Honorowej – nadanie 2018[204], wręczenie 2019[205][206]

## Życie prywatne
Jego ojcem jest Wilfried Mbappé, a matką Fayza Lamari. Ma starszego adoptowanego brata, który również był piłkarzem, Jirèsa Kembo Ekoko, oraz młodszego biologicznego brata, który występuje w Paris Saint-Germain, Ethana Mbappé.
Mieszka w apartamencie, który jest położony w 16. dzielnicy Paryża. Jest chrześcijaninem.
Poza ojczystym językiem francuskim, biegle mówi również w języku angielskim, poza tym porozumiewa się po hiszpańsku.
Jest właścicielem takich aut jak: Ferrari 488 GTB, Volkswagen Touareg, Volkswagen Multivan eHybrid i wielu innych.